# Hexamerón (composición musical)

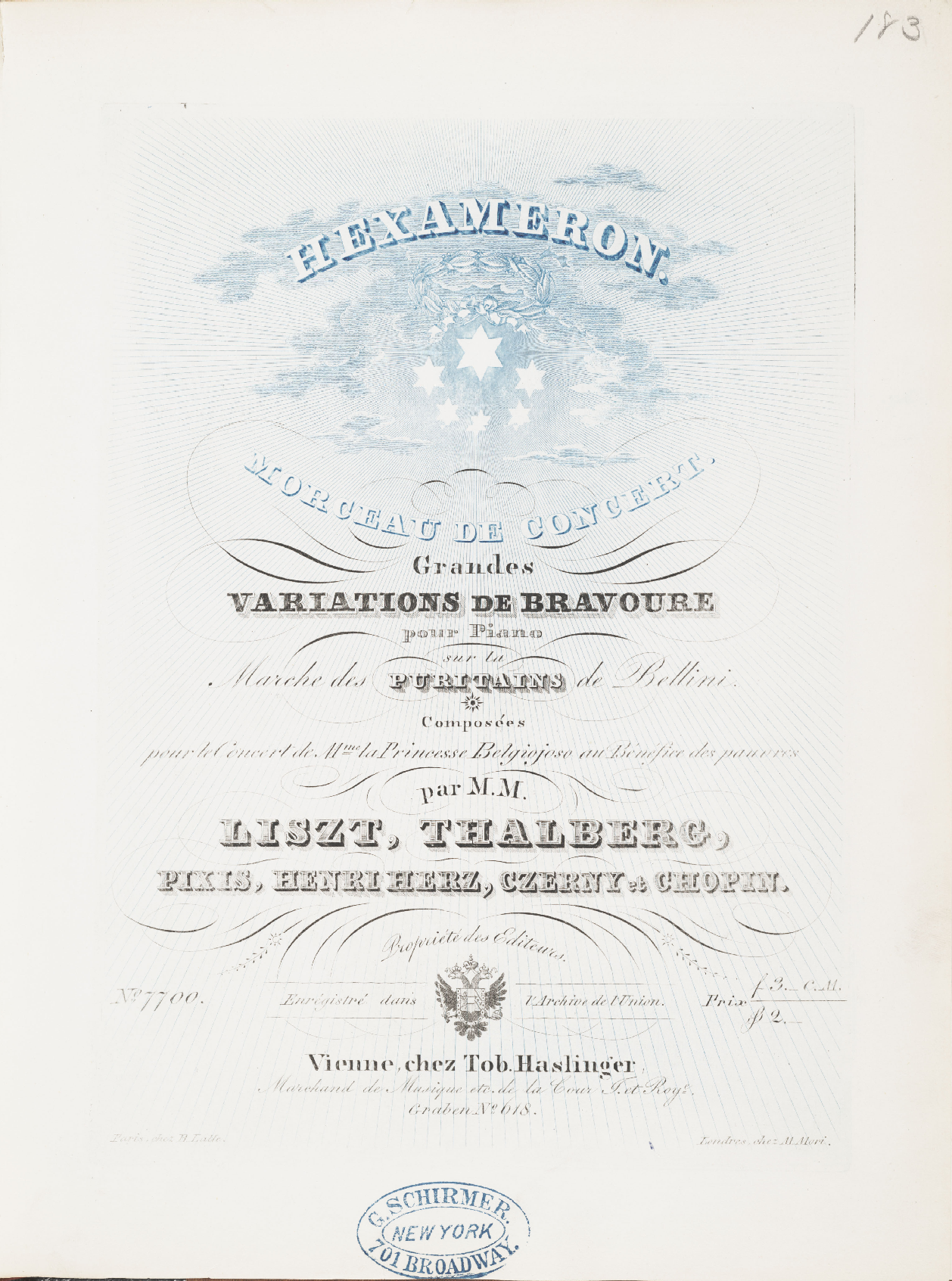
Cubierta de la partitura publicada por primera vez en 1839

Hexaméron, Morceau de concert S.392 es una composición colaborativa para piano solo. Consta de seis variaciones en un tema, junto con una introducción, interludios que conectan las piezas y un final. El tema es la “Marcha de los Puritanos” de Vincenzo Bellini, de su ópera Los puritanos de Escocia.

## Historia de la obra
La princesa Cristina Trivulzio Belgiojoso concibió la pieza en 1837 y persuadió a Franz Liszt para reunir un conjunto de variaciones de la marcha junto con cinco de sus amigos pianistas. Liszt compuso la introducción, la segunda variación, las secciones intermedias y el finale, e integró la pieza dentro de una unidad artística. Cinco compositores-intérpretes importantes de la época contribuyeron con una variación: Frédéric Chopin, Carl Czerny, Henri Herz, Johann Peter Pixis y Sigismond Thalberg.
La princesa Belgiojoso encargó el Hexameron (la palabra refiere a los seis días de la creación según la Biblia) para un concierto en beneficio de los pobres el 31 de marzo de 1837 en el salón de la princesa en París.  Los músicos no completaron la pieza a tiempo, pero el concierto se realizó de igual manera. Lo más destacado del concierto fue el famoso “duelo” de pianistas entre Thalberg y Liszt para ganar el título del “más grande pianista en el mundo.” La princesa Belgiojoso anunció su veredicto: “Thalberg puede ser el primer pianista en el mundo, pero Liszt es el único.”

## Movimientos de la obra
La obra Hexameron está dividida e nueve partes:
1. Introducción: Extremement lent (Liszt)
2. Tema: Allegro marziale (transcrito por Liszt)
3. Variación I: Ben marcato (Thalberg)
4. Variación II: Moderato (Liszt)
5. Variación III: di bravura (Pixis) - Ritornello (Liszt)
6. Variación IV: Legato e grazioso (Herz)
7. Variación V: Vivo e brillante (Czerny) - Fuocoso molto energico; Lento quasi recitativo (Liszt)
8. Variación VI: Largo (Chopin) - (coda) (Liszt)
9. Finale: Molto vivace quasi prestissimo (Liszt)

## Interpretaciones y grabaciones
Los pianistas Vladimir Horowitz, Raymond Lewenthal, Leslie Howard, Francesco Nicolosi y Marc-André Hamelin, entre otros, han grabado la pieza.

## Otras versiones de la obra
Liszt hizo arreglos de la pieza para piano y orquesta (S.365a) y para dos pianos (S.654).
En 2009, seis compositores e intérpretes del piano hicieron su propio Hexameron en Nueva York, también basado en la “Marcha de los Puritanos” de Bellini. Fue presentada en el Festival de la American Liszt Society en Nebraska el año 2010. El resultado es similar en estructura al Hexameron de Liszt, de carácter virtuoso y romántico.